# Cyphostemma rubroglandulosum
Cyphostemma rubroglandulosum là một loài thực vật hai lá mầm trong họ Nho. Loài này được Retief & B.-E.van Wyk miêu tả khoa học đầu tiên năm 1996.